# きょうの視点
『きょうの視点』（きょうのしてん）は、1976年4月5日から1977年4月1日まで信越放送で放送されていたニュース解説番組。
信越放送は1962年10月に『JNNニュースコープ』がスタートして以来、6時50分から5分間県内ニュースとして『信毎ニュース』を放送していたが、1976年4月5日に『SBCニュースワイド』がスタートすることになり、夕方の『信毎ニュース』は土曜日と日曜日のみになった（後に土日も無くなる）。そこで平日には、当時としては初の試みとなるニュース解説番組としてこの番組を、『SBCニュースワイド』がスタートしたのと同じ日に開始させたわけである。
番組は、当日に長野県で起きた出来事を信濃毎日新聞の編集委員の解説で取り上げていたが、1977年4月4日から『JNNニュースコープ』が平日に限り放送時間が20分から25分に延長されるのに伴い、わずか1年で終了した。ニュース解説は『SBCニュースワイド』が引き継いだ。